# Domus Julia
La Domus Julia è un edificio di Milano situato in via De Togni al civico 25.

## Storia e descrizione
L'edificio fu costruito tra il 1932 e il 1936 su progetto di Gio Ponti ed Emilio Lancia come parte di una serie di palazzi chiamati "Case tipiche", che prevedeva la costruzione di altre nove "Domus" che dovevano esemplificare i canoni dell'architettura moderna.
L'edificio, assieme alle altre due domus, è uno dei primi esempi cittadini di architettura razionalista e uno delle prime realizzazioni in cui Gio Ponti si distacca dallo stile Novecento: la casa si presenta elegante seppure quasi priva di ornamenti, con l'eccezione del lineare portale in travertino, materiale usato anche per i primi due piani, che contrasta con la facciata intonacata in verde salvia ornata con mattoni e finestre alternativamente rettangolari o ad arco. Così come per le vicine Domus Carola e Domus Fausta, ogni piano prevede un singolo appartamento, la cui divisione degli spazi è stata eseguita secondo le concezioni architettoniche razionaliste, ovvero con spazi di servizio ridotti al minimo a vantaggio di un grande spazio dedicato a soggiorno e sala da pranzo.